# Pseudagrion incisurum
Pseudagrion incisurum är en trollsländeart som beskrevs av Maurits Anne Lieftinck 1949. Pseudagrion incisurum ingår i släktet Pseudagrion och familjen dammflicksländor. Inga underarter finns listade i Catalogue of Life.